# Selves montanes de la Serralada Central
Les selves montanes de la Serralada Central són una ecoregió de selva tropical de l'illa de Nova Guinea. L'ecoregió cobreix la serralada central de les terres altes de Nova Guinea, que s'estén al llarg de la columna vertebral de l'illa. Les selves tropicals montanes de l'ecoregió són diferents dels boscos de les terres baixes circumdants i són la llar de moltes plantes i animals endèmics.

## Geografia
L'ecoregió inclou les selves tropicals de la Serralada Central, entre els 1000 i els 3000 metres d'altitud. La serralada central s'estén a l'est i a l'oest per Nova Guinea, amb la part occidental de la serralada a Indonèsia i la part oriental a Papua Nova Guinea. La serralada central inclou les muntanyes Sudirman a la província de Papua d'Indonèsia, les Star Mountains que abasten la frontera entre Indonèsia i Papua Nova Guinea i les terres altes centrals i orientals de Papua Nova Guinea.
L'istme del Cap d'Ocell es troba a l'extrem occidental de la Serralada Central. L'altitud relativament baixa de l'istme (160 metres) separa la flora i la fauna montanes de la Serralada Central de les de les terres altes de les penínsules de Bird's Head i Bomberai a l'oest.
Per sota dels 1.000 metres, els boscos muntanyosos transiten per separar ecoregions forestals de terres baixes al nord, al sud i a l'oest de la Serralada Central. La línia d'arbres es troba a aproximadament 3.000 metres d'altitud, per sobre de la qual es troben les praderies subalpines d'alta alçada de la Serralada Central.

## Flora
Hi ha tres àmplies zones de vegetació a la Serralada Central: bosc de muntanya inferior, bosc de muntanya superior i bosc d'alta muntanya.
El bosc de muntanya inferior s'estén des de la transició del bosc de les terres baixes a aproximadament 1.000 metres, fins a 2.500 metres. La zona del bosc de muntanya inferior es caracteritza per arbres d'espècies com ara Castanopsis acuminatissima (Fagàcia), Lithocarpus elaeocarps (Elaeocarpaceae) i llorers (Lauraceae). La conífera Araucaria pot formar massissos gruixuts en algunes zones més baixes.
El bosc de muntanya superior es troba per sobre dels 1500 m i es caracteritza per diverses espècies perennes de faig austral (Nothofagus), ja sigui en rodals mixtes amb arbres d'altres espècies o en rodals purs, especialment a les carenes i els vessants superiors. Les molses i altres epífits cobreixen els arbres. La Serralada Central té la major diversitat d'espècies del subgènere Brassospora de Nothfagus.
El bosc d'alta muntanya comença a aproximadament 2.500 metres d'altitud i s'estén fins a la línia dels arbres, en llocs que s'estenen fins als 3.900 m a l'ecoregió de prats subalpins de més altitud. Els arbres característics són les coníferes (espècies de Podocarpus, Dacrycarpus, Dacridium, Papuacedrus, Araucaria i Libocedrus), juntament amb arbres de fulla ampla de la família de la murta (Myrtaceae). El bosc d'alta muntanya generalment té un dosser prim, més baix que els boscos de muntanya superior, i un sotabosc espès.

## Fauna
L'ecoregió acull 90 espècies de mamífers, inclosos marsupials, rosegadors múrids i ratpenats. 44 espècies són espècies endèmiques o gairebé endèmiques, l'àrea de distribució de les quals s'estén a les ecoregions veïnes.
Un grup de marsupials tropicals australàsics són nadius de l'ecoregió, entre ells cangurs arborícoles. Marsupials endèmics inclouen el ratolí marsupial de Lorentz, pòssum cuagròs, cuscús de Stein, cuscús de Telefomin, Pseudocheirus caroli, i Pseudocheirus mayeri. Marsupials quasi-endèmics inclouen Ratolí marsupial de ventre vermell, ratolí marsupial cuanegre, ualabi boscà de Macleay, bàndicut ratolí i bàndicut de llavis blancs.
Tres espècies de ratpenats: el ratpenat nasofoliat de Telefomin, el ratpenat de cua de beina gros, i el ratpenat orellut de dents petites són endèmiques. Les espècies de ratpenats gairebé endèmiques inclouen el ratpenat nasofoliat del riu Fly, el ratpenat muntà de Nova Guinea, el ratpenat pilós del riu Fly, el ratpenat cuallarg de Hayman, el ratpenat llenguallarg de Nova Guinea i el ratpenat frugívor de Nova Guinea. Aquest últim està en perill crític d'extinció.
Els rossegadors múrids inclouen: Paraleptomys wilhelmina, Hydromys habbema, Macruromys elegans, Melomys fellowsi, Melomys lanosus, Coccymys albidens, Rattus giluwensis, i Pogonomys championi. Els quasi-endèmics i propers als límits de l'ecoregió inclouen Leptomys elegans, Pseudohydromys fuscus, Pseudohydromys murinus, Mayermys ellermani, Hydromys hussoni, Crossomys moncktoni, Xenuromys barbatus, Melomys lorentzii, Pogonomelomys mayeri, Pogonomelomys bruijni, Abeomelomys sevia, Rattus novaeguineae, Hyomys dammermani, Hydromys shawmayeri, Leptomys ernstmayri, i Melomys gracilis.
De les espècies de múrids anteriors, són en perill crític: Leptomys elegans, Pseudohydromys murinus i Macruromys elegans.
348 espècies d'ocells viuen a l'ecoregió. 55 en són endèmiques o quasi-endèmiques. Les primeres inclouen Psofoda de Nova Guinea, Colluricincla umbrina, maniquí muntanyenc occidental, maniquí pitnegre, jardiner d'Archbold, Paradigalla brevicauda, i Pteridophora alberti. L'ecoregió, juntament amb les Praderies subalpines de la Serralada Central constitueixen l'àrea d'endemismes avícoles de la Serralada Central de Papua.
Els centres d'endemismes de Papallones en l'ecoregió són la Serralada de De Weyland amb nou espècies endèmiques i la divisió administrativa Hagen-Sepik-Wahgi, amb cinc espècies endèmiques.

## Àrees protegides
El 14,3% de la superfície de l'ecoregió és en àrees protegides, les quals es mostren a continuació:
- Reserva Natural d'Enarotali
- Reserva Natural de Pegunungan Wayland
- Parc Nacional Lorentz
- Reserva de Vida Salvatge de Pegunungan Jayawijaya
- Reserva de Vida Salvatge de Memberamo Foja
- Parc Provincial de Mount Gahavisuka
- Àrea de Gestió de Vida Salvatge de Siwi-Utame
- Parc Nacional de la Vall de Jimi (Ruti)
- Àrea de Gestió de Vida Salvatge de Lake Kutubu
- Àrea de Gestió de Vida Salvatge de Crater Mountain
- Àrea de Gestió de Vida Salvatge de Serralada Hunstein
- Àrea de Gestió de Vida Salvatge de Laugum Island
- Àrea de Gestió de Vida Salvatge de Libano-Arisai
- Àrea de Gestió de Vida Salvatge de Libano-Hose
- Àrea de Gestió de Vida Salvatge de Sulamesi